# Griva de Salim Ali
La griva de Salim Ali (Zoothera salimalii) és un ocell de la família dels túrdids (Turdidae).

## Hàbitat i distribució
Habita vegetació de muntanya des de Bengala Occidental i Arunachal Pradesh, al nord-est de l'Índia, fins Yunnan, al sud de la Xina.